# ليتلروك (كاليفورنيا)
ليتلروك (بالإنجليزية: Littlerock CDP, California)‏ هي منطقة سكنية تقع بولاية كاليفورنيا في الولايات المتحدة. تبلغ مساحتها 4.774 كم2، وترتفع عن سطح البحر 881 م، بلغ عدد سكانها 1,377 نسمة في عام 2010 حسب إحصاء مكتب تعداد الولايات المتحدة وتصل الكثافة السكانية فيها 288.4 نسمة لكل كيلومتر مربع (747.0/ميل2).

## التركيبة السكانية
حدّد مكتب تعداد الولايات المتحدة بيانات التركيبة السكانية لليتلروك في تعداد الولايات المتحدة. في ما يلي، التركيبة السكانية حسب تعدادي 2000 و2010.

### تعداد عام 2000
بلغ عدد سكان ليتلروك 1,402 نسمة بحسب تعداد عام 2000، وبلغ عدد الأسر 426 أسرة وعدد العائلات 331 عائلة مقيمة في المنطقة السكنية. في حين سجلت الكثافة السكانية 293.7 نسمة لكل كيلومتر مربع (760.7/ميل2). وبلغ عدد الوحدات السكنية 470 وحدة بمتوسط كثافة قدره 98.4 لكل كيلومتر مربع (254.9/ميل2).
وتوزع التركيب العرقي للمنطقة السكنية بنسبة 71.68% من البيض و4.78% من الأمريكيين الأفارقة و1.07% من الأمريكيين الأصليين و0.21% من الأمريكيين ذوي الأصول الآسيوية و19.76% من الأعراق الأخرى و2.50% من عرقين مختلطين أو أكثر و39.73% من الهسبانيون أو اللاتينيون من أي عرق.
بلغ عدد الأسر 426 أسرة كانت نسبة 53.5% منها لديها أطفال تحت سن الثامنة عشر تعيش معهم، وبلغت نسبة الأزواج القاطنين مع بعضهم البعض 56.1% من أصل المجموع الكلي للأسر، ونسبة 12.4% من الأسر كان لديها معيلات من الإناث دون وجود شريك، بينما كانت نسبة 9.2% من الأسر لديها معيلون من الذكور دون وجود شريكة وكانت نسبة 22.3% من غير العائلات. تألفت نسبة 17.8% من أصل جميع الأسر من عدة أفراد يعيشون في نفس المنزل ونسبة 4.9% كانت تتألف من شخص يعيش بمفرده يبلغ من العمر 65 عاماً أو أكثر. وبلغ متوسط حجم الأسرة المعيشية 3.29، أما متوسط حجم العائلات فبلغ 3.71.
بلغ العمر الوسطي للسكان 29.1 عاماً. وكانت نسبة 38.5% من القاطنين تحت سن الثامنة عشر، وكانت نسبة 7.5% بين الثامنة عشر والرابعة والعشرين عاماً، ونسبة 30% كانت واقعةً في الفئة العمرية ما بين الخامسة والعشرين والرابعة والأربعين عاماً، ونسبة 16.5% كانت ما بين الخامسة والأربعين والرابعة والستين، ونسبة 7.5% كانت ضمن فئة الخامسة والستين عاماً فما فوق. يوجد لكل 100 أنثى 98.0 ذكر، ويوجد لكل 100 أنثى في الثامنة عشر من عمرها فما فوق 99.5 ذكر.
بلغ متوسط دخل الأسرة في المنطقة السكنية 39,000 دولارًا، أما متوسط دخل العائلة فبلغ 50,357 دولارًا. وكان متوسط دخل الذكور 46,667 دولارًا مقابل 45,625 دولارًا للإناث. وسجل دخل الفرد الخاص بالمنطقة السكنية 15,557 دولارًا. وكانت نسبة 19.7% من العائلات ونسبة 23.7% من السكان تحت خط الفقر، وكان من هؤلاء نسبة 29.9% تحت سن الثامنة عشر ونسبة 18.3% في الخامسة والستين من العمر وما فوق.

### تعداد عام 2010
بلغ عدد سكان ليتلروك 1,377 نسمة بحسب تعداد عام 2010، وبلغ عدد الأسر 417 أسرة وعدد العائلات 319 عائلة مقيمة في المنطقة السكنية. في حين سجلت الكثافة السكانية 288.4 نسمة لكل كيلومتر مربع (747.0/ميل2). وبلغ عدد الوحدات السكنية 461 وحدة بمتوسط كثافة قدره 96.6 لكل كيلومتر مربع (250.2/ميل2).
وتوزع التركيب العرقي للمنطقة السكنية بنسبة 58.68% من البيض و5.45% من الأمريكيين الأفارقة و1.16% من الأمريكيين الأصليين و1.74% من الأمريكيين ذوي الأصول الآسيوية و0.80% من سكان جزر المحيط الهادئ و27.09% من الأعراق الأخرى و5.08% من عرقين مختلطين أو أكثر و54.10% من الهسبانيون أو اللاتينيون من أي عرق.
بلغ عدد الأسر 417 أسرة كانت نسبة 46.3% منها لديها أطفال تحت سن الثامنة عشر تعيش معهم، وبلغت نسبة الأزواج القاطنين مع بعضهم البعض 53.7% من أصل المجموع الكلي للأسر، ونسبة 14.6% من الأسر كان لديها معيلات من الإناث دون وجود شريك، بينما كانت نسبة 8.2% من الأسر لديها معيلون من الذكور دون وجود شريكة وكانت نسبة 23.5% من غير العائلات. تألفت نسبة 18.5% من أصل جميع الأسر من عدة أفراد يعيشون في نفس المنزل ونسبة 5.8% كانت تتألف من شخص يعيش بمفرده يبلغ من العمر 65 عاماً أو أكثر. وبلغ متوسط حجم الأسرة المعيشية 3.30، أما متوسط حجم العائلات فبلغ 3.69.
بلغ العمر الوسطي للسكان 32.3 عاماً. وكانت نسبة 30.4% من القاطنين تحت سن الثامنة عشر، وكانت نسبة 11.6% بين الثامنة عشر والرابعة والعشرين عاماً، ونسبة 25.1% كانت واقعةً في الفئة العمرية ما بين الخامسة والعشرين والرابعة والأربعين عاماً، ونسبة 25% كانت ما بين الخامسة والأربعين والرابعة والستين، ونسبة 7.9% كانت ضمن فئة الخامسة والستين عاماً فما فوق. وتوزع التركيب الجنسي للسكان بنسبة 49.7% ذكور و50.3% إناث.